# Ахметгалин, Хакимьян Рахимович
Хакимьян Рахимович Ахметга́лин (15 июня 1923, Сафарово, Учалинский район, Башкирская АССР, РСФСР, СССР — 19 июля 1944, Сунуплява, Рунденская волость, Лудзенский уезд, Латвийская ССР, СССР) — Герой Советского Союза, участник Великой Отечественной войны, старший сержант.

## Довоенная биография
Хакимьян Рахимович Ахметгалин родился 15 июня 1923 года в деревне Сафарово Учалинского района Башкирской АССР. Башкир.
Получив неполное среднее образование, Хакимьян Рахимович Ахметгалин стал работать в колхозе «Октябрь» Учалинского района.

## Участие в Великой Отечественной войне
Хакимьяна Рахимовича Ахметгалина призвали в РККА в 1942 году.
Принимал участие в боях Курской дуги, на Смоленщине и в Прибалтике.
В КПСС приняли в 1943 году.
В составе группы из 11 человек старший сержант Хакимьян Рахимович Ахметгалин в течение 19 июля 1944 года оборонял высоту 144 около посёлка Рунданы (Латвия).

### Бой на высоте 144
Выбив гитлеровцев с тактически важной высоты 144, прикрывающей посёлок Рунданы, взвод старшего сержанта Хакимьяна Рахимовича Ахметгалина оказался в окружении. В этот момент начался бой 11 солдат РККА с численно превосходящими силами противника.
В течение суток солдаты Вермахта атаковали с разных сторон обороняющихся солдат, находящихся на высоте 144. Многие бойцы взвода были уже не раз ранены, но не выпускали оружия из рук. Вскоре, когда батальон советских солдат перешёл в наступление, на высоте 144 никого в живых не было.
Все защитники высоты 144 Указом Президиума Верховного Совета СССР от 24 марта 1945 года были удостоены звания Герой Советского Союза посмертно:
1. Старший сержант Ахметгалин Хакимьян Рахимович[2],
2. Старший сержант Андронов Василий Антонович,
3. Сержант Сыроежкин Пётр Константинович,
4. Младший сержант Чернов Матвей Степанович,
5. Красноармеец Ашмаров Фёдор Иванович,
6. Красноармеец Уразов Чутак,
7. Красноармеец Тайгараев, Тукубай,
8. Красноармеец Абдулаев Урунбай,
9. Красноармеец Шакуров Яков Савельевич,
10. Красноармеец Шкураков Михаил Ермилович,
11. Красноармеец Карабаев Тишебай.

Трое из группы Хакимьяна Рахимовича Ахметгалина остались живыми: тяжело раненого Василия Андронова подобрали санитары из другой части, раненого и контуженного Абдуллаева взяли в плен и только через 16 лет ему были вручены заслуженные награды. А Тишебай Карабаев в самый напряжённый момент боя сдался в плен. 28 июня 1952 года Указ Президиума Верховного Совета СССР о присвоении ему звания Героя Советского Союза был отменен «в связи с необоснованным представлением».
Хакимьян Ахметгалин похоронен в Латвии на мемориале в парке города Лудза (улица Стацияс).

## Награды и звания
- Герой Советского Союза, Медаль «Золотая Звезда» (24.03.1945)[2]
- Орден Красной Звезды (03.08.1944)[5]
- Орден Славы 3-й степени (16.03.1944)[6]
- Медаль «За отвагу» (17.07.1943)[7]
- Медаль «За отвагу» (03.12.1943)[8]
- Медаль «За боевые заслуги» (13.10.1943)[9]
- медали

## Память
- Обелиск на братской могиле с именами десяти Героев в селе Сунуплява (Латвия)
- Памятник в городе Лудза
- В деревне Сафарово Учалинского района возле Сафаровской средней школы установлен бюст Хакимьяна Рахимовича Ахметгалина. Автор Басыров, Зильфат Рауфович.
- В честь Хакимьяна Рахимовича Ахметгалина названы улицы в городе Учалы, селе Учалы и деревне Сафарово.